# Cupuaçu
Cupuaçu (Theobroma grandiflorum) és un fruit tropical del mateix gènere que l'arbre del cacau. És el fruit d'un arbre de la selva plujosa amazònica que es cultiva molt a Colòmbia, el Perú i nord del Brasil especialment cultivat als estats de Pará, Amazones, Rondônia i estat d'Acre. L'arbre adult mesura típicament entre 5 a 15 m d'alçada. Les fulles fan de 25 a 35 cm de llarg. A mesura que les fulles maduren, com és habitual en la flora tropical, canvien de color de rosat a verd. Els fruits del cupuaçu són oblongs, marrons amb borra de 20 cm de llarg i un pes d'un a dos quilos. La polpa és blanca i molt fragant que es pot descriure com una mescla de xocolata i ananàs, no conté ni la cafeïna ni la teobromina que té el cacau sinó teacrina. Es fa servir molt en postres, sucs i dolços. El gust del fruit és com una pera amb tocs de banana. També la polpa del fruit es fa servir en cosmètics hidratants. És un candidat a la categoria de "superfruit". pels polifenols especials que conté.